# Bitwa pod Bornholmem (1460)
II bitwa pod Bornholmem – starcie okrętu kaperskiego Związku Pruskiego z niewielką flotą kaperską zakonu krzyżackiego 8 lipca 1460 roku w pobliżu wyspy Bornholm w trakcie wojny trzynastoletniej (1454–1466), zakończone zdobyciem okrętów krzyżackich przez okręt związkowy.
Na skutek rozejmu pomiędzy Polską a Danią zawartego 28 lipca 1458 roku, zakon krzyżacki pozbawiony został pomocy jedynego aktywnie uczestniczącego w działaniach wojennych sojusznika. Brak własnej floty uniemożliwiał Krzyżakom zarówno zablokowanie szlaków morskich celem przeciwdziałania zyskownemu handlowi sprzymierzonych z Polską miast pruskich, jak i osłonę zagrożonych przez związkowych kaprów dostaw do portów pod kontrolą Zakonu. Zakon krzyżacki podjął próbę stworzenia własnej floty kaperskiej przy pomocy Amsterdamu, jednak jej trzon został zdobyty przez okręt kaperski Związku Pruskiego, dowodzony przez Szymona Lubbelowa 8 lipca 1460 roku koło leżącej na przecięciu szlaków transportowych wyspy Bornholm. W efekcie bitwy i jej następstw zakon krzyżacki utracił wszystkie okręty kaperskie, co załamało próbę budowy własnej floty przez wielkiego mistrza Zakonu Ludwiga von Erlichshausena i zakończyło działania zbrojne na Morzu Bałtyckim podczas wojny trzynastoletniej (1454–1466).

## Geneza bitwy
Układ rozejmowy pomiędzy Polską i Danią zawarty 28 lipca 1458 roku pozbawił zakon krzyżacki głównego sojusznika w wojnie trzynastoletniej. Jednocześnie Krzyżacy z braku własnej floty utracili możliwość ograniczenia zyskownego handlu morskiego miast walczącego z nimi Związku Pruskiego oraz obrony szlaków handlowych prowadzących do odbitych przez Zakon portów nad Bałtykiem: Memel (Kłajpedy) i Königsberga (Królewca).
W reakcji zakon krzyżacki podjął próbę budowy własnej floty kaperskiej, opierając się na spodziewanym wsparciu ze strony zainteresowanego handlem z państwem zakonnym miasta Amsterdam, i zdecydował się wystawić prywatnym kapitanom listy kaperskie. Realna pomoc dla zakonu nie została jednak przez Amsterdam udzielona.
Budowa floty przez wielkiego mistrza napotkała znaczne trudności: doświadczeni dowódcy zostali już najęci przez Związek Pruski, a próby przeciągnięcia ich na stronę Krzyżaków przyniosły mierne efekty. W rezultacie jedynie niewielka liczba okrętów rozpoczęła ataki na statki związkowe na szlakach morskich.

## Cele i sposoby walki morskiej w okresie wojny trzynastoletniej

### Zadania flot bałtyckich
Wojna trzynastoletnia przypada na okres słabego rozwoju morskiej sztuki wojennej w rejonie Morza Bałtyckiego. Osłabione po okresie rozdrobnienia feudalnego państwa strefy bałtyckiej nie były w stanie zorganizować i sfinansować flot wojennych, zdolnych do odegrania znaczącej roli w konflikcie militarnym. Próby takie w schyłkowym okresie średniowiecza w Europie podejmowali jedynie władcy angielscy i francuscy.
Nieprzerwanie od drugiej połowy XIII w. w rejonie Bałtyku i Morza Północnego utrzymywała się znacząca rola niewielkich flot finansowanych przez duże portowe miasta, których działanie podporządkowane było ich ekonomicznym interesom. Podstawowym celem tak zorganizowanej marynarki było zapewnienie miastu zysków z handlu poprzez ochronę własnych szlaków handlowych i próbę uniemożliwienia prowadzenia handlu przez konkurencję, poprzez przerwanie obcych szlaków komunikacyjnych i blokadę wybrzeży. Istotnym przy tym zadaniem flot miejskich było zwalczanie piractwa. Do transportu wojska drogą morską oraz ofensyw na nadmorskie terytoria nieprzyjaciela dochodziło rzadko, a działania flot w czasie wojny były ściśle podporządkowane działaniom na lądzie.

#### Kaperski system mobilizacji floty
Brak stałej floty zmuszał walczące strony do zastosowania systemu kaperskiego, w którym morska siła zbrojna oparta była na zmobilizowanych okrętach prywatnych, pozyskanych w drodze wynajmu bądź rekwizycji. Nazwa kaper, wywodząca się z fryzyjskiego określenia kapen (w wersji niemieckiej – kapern) oznaczającego „zdobyć, porwać”, zastąpiła używane pierwotnie na wybrzeżach Bałtyku określenie uthliger (w innej wersji auslieger), wywodzące się z określenia „okręt strażniczy, strażnik wejścia portu”. Zmobilizowane w miarę potrzeby okręty rada miejska albo władca wyposażali w patent (list kaperski) upoważniający do atakowania nieprzyjacielskich jednostek i statków zmierzających do nieprzyjacielskich portów oraz informację o działaniu kapra na zlecenie walczącej strony. Jednocześnie przed rozpoczęciem sezonu żeglugowego władze miejskie informowały – za pośrednictwem swoich przedstawicielstw – porty zainteresowane utrzymywaniem stosunków handlowych z zaangażowaną w konflikt stroną o zakazie odwiedzenia portów i wysłaniu okrętów kaperskich do blokady linii komunikacyjnych i wybrzeży. Kapitanów okrętów kaperskich wyposażano w szczegółowe instrukcje dotyczące celów wyprawy.

Hanzeatycka „koga pokoju” (okręt przeznaczony do zwalczania piractwa) „Kolorowa Krowa” na obrazie XX-wiecznego niemieckiego artysty

Zalety systemu kaperskiego polegały na uniknięciu ponoszenia kosztów mobilizacji floty przez stronę angażującą kaprów. Zamiast stałego żołdu dowódcy okrętów i członkowie załogi otrzymywali udział w łupach, a zmobilizowanie statków prywatnych pozwalało uniknąć kosztownej budowy okrętów.
Wadą systemu kaperskiego była niska dyscyplina dowódców i ich załóg, zainteresowanych głównie uzyskaniem korzyści finansowych niezależnie od celów wojny oraz różnorodność okrętów i poziomu bojowego załóg. Niezdyscyplinowane załogi okrętów kaperskich często wywoływały napięcia dyplomatyczne, atakując wbrew instrukcjom jednostki neutralne.

### Typy okrętów
Wojna na szlakach handlowych wymusiła zmiany w morskiej technice wojennej. Konieczność długiego przebywania na morzu i pokonywania znacznych odległości skutkowała zastąpieniem galer przez okręty o napędzie żaglowym. Ułatwiające desant żołnierzy i koni niskoburtowe okręty o małym zanurzeniu typu skandynawskiego, takie jak sneki czy drakkary, traciły znaczenie na rzecz przystosowanych do walki z pokładu okrętów wyposażonych w dziobowe i rufowe kasztele. Dominacja merkantylnego celu działania marynarki finansowanej przez kupieckie miasta zmuszała do tworzenia flot na bazie doraźnie uzbrajanych statków transportowych. Brak większych różnic konstrukcyjnych pomiędzy uzbrojonymi okrętami a statkami umożliwiał relatywnie łatwe przywrócenie okrętom funkcji handlowej w przypadku ustania zagrożenia, dla którego zwalczania miasto wystawiło flotę.

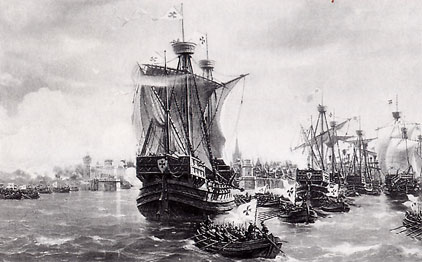
Flota średniowiecznych holków sfinansowana przez bałtyckie portowe miasta w wizji XIX-wiecznego artysty

Od połowy XIV wieku obok okrętów typu koga (kogge) ze sterem umocowanym na rufie w osi kadłuba budowano większe okręty typu holk (holcke), napędzane jednym prostokątnym żaglem i mogące pomieścić 200-osobową załogę. Wysokie kasztele dziobowe i rufowe holków dawały załodze przewagę w walce abordażowej, co doprowadziło do dominacji tego typu okrętów we flotach XV-wiecznych. Nowością w dziedzinie sztuki morskiej schyłkowego średniowiecza było poszycie karawelowe, zwiększające wytrzymałość kadłuba. Umożliwiało budowę większych statków i okrętów typu karaka (kraeck), które uczestniczyły w wojnie trzynastoletniej jako okręty kaperskie po obu stronach. Obok dużych statków popularne w użyciu były jednomasztowe jednostki frachtowe typu sznika (schnigge) oraz krajer (kraier), używane jako okręty wojenne do celów patrolowych i rozpoznawczych, a także wiosłowo-żaglowe duże barki (bartze) i mniejsze balingery.

#### Uzbrojenie i wyposażenie okrętów
W XV wieku obok łuków, kusz i maszyn miotających na wyposażenie okrętów zaczęła wchodzić prymitywna artyleria, a załoga posługiwała się także hakownicami i ręcznymi samopałami. Zawodność zarówno dział, jak i prochu produkowanego z węgla drzewnego, siarki i saletry, a także długi, dochodzący do 15 minut czas ładowania armat sprawiał, że artyleria ogniowa w trakcie wojny trzynastoletniej odgrywała jedynie pomocniczą rolę w pierwszej, wstępnej fazie bitwy morskiej, a walkę na odległość prowadzono głównie za pomocą tradycyjnej broni strzeleckiej. Ze względu na zdobywczy charakter okrętów działających w ramach systemu kaperskiego podstawowym sposobem walki był abordaż, umożliwiający przejęcie nieprzyjacielskiej jednostki. W tym celu okręty kaperskie obsadzano uzbrojoną załogą, w przybliżeniu sześć razy liczniejszą niż załoga statku handlowego podobnej wielkości. Przepisy hanzeatyckie szczegółowo określające liczbę marynarzy i żołnierzy na statkach w ten sposób, że 1 marynarz przypadał na 5-6 łasztów pojemności, a jeden żołnierz na jeden łaszt pojemności, nie były rygorystycznie przestrzegane. Podobnie uzbrajano okręty handlowe poruszające się w obszarze zagrożenia, okrętując uzbrojoną eskortę.

## Bitwa

### Źródła informacji o bitwie
Szczegółowe informacje o działaniach floty gdańskiej w okresie wojny trzynastoletniej zawiera kronika „Geschichte des dreizehnjährigen Krieges” sekretarza ówczesnej rady miejskiej Gdańska, magistra Johanna Lindaua. Zachowała się znaczna część informacji zawartych w listach kaperskich wystawionych przez Gdańsk w okresie wojny trzynastoletniej, w tym listy kaperskie dla kapitana Szymona Lubbelowa, określające nazwę jego okrętu.

### Przebieg bitwy
Rada miasta Gdańska utrzymywała własne okręty kaperskie na Morzu Bałtyckim, które zwalczały krzyżacką żeglugę. W działaniach zbrojnych na Bałtyku szczególne znaczenie miał obszar pomiędzy Bornholmem i Gotlandią, wyspami strategicznie położonymi na skrzyżowaniu bałtyckich szlaków żeglugowych. Panowanie nad tym obszarem pozwalało kontrolować całą żeglugę bałtycką.

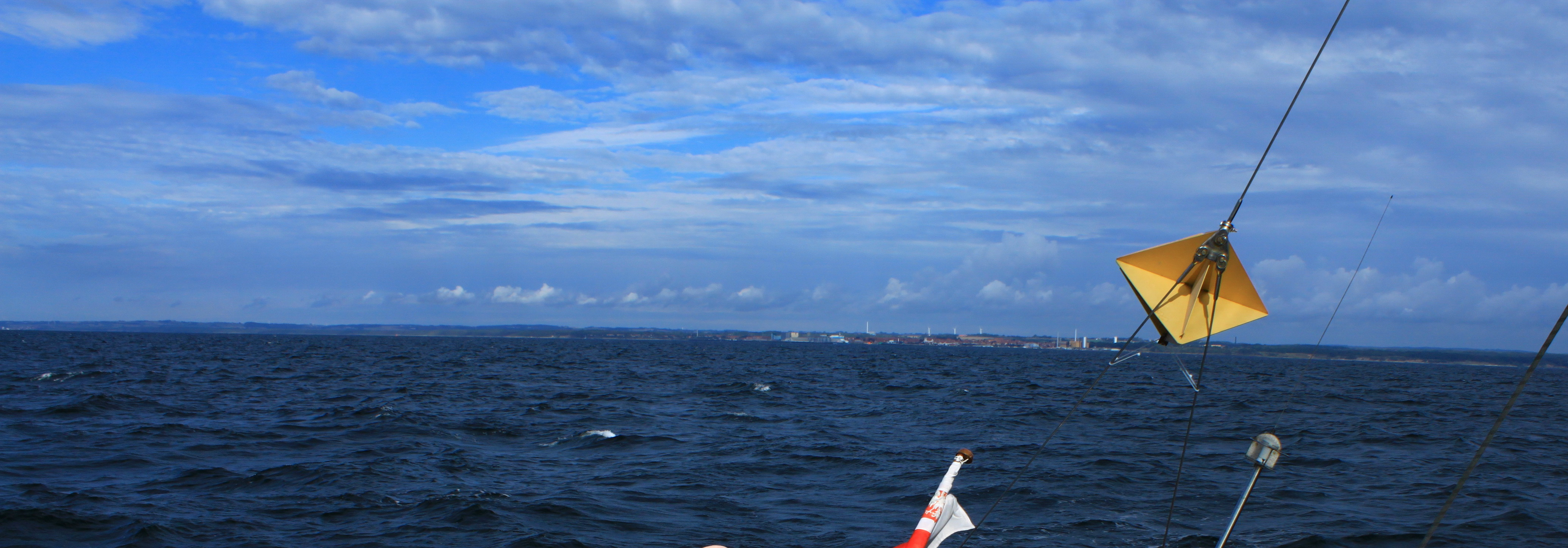
Wybrzeże Bornholmu widziane z morza od południowej strony wyspy

8 lipca 1460 roku gdański okręt kaperski (barka) „Lyckuff”, także zwany „Birgitte”, pod dowództwem kapitana Szymona Lubbelowa przechwycił krzyżacką flotę złożoną z trzech okrętów (sznik lub szniki, krajery i balingera) kaperskich, obsadzonych przez najemników i uzbrojonych mieszczan królewieckich w okolicach wyspy Bornholm. Wykorzystując znaczne rozproszenie, w jakim poruszały się okręty krzyżackie, okręt gdański kolejno zaatakował abordażem i zdobył wszystkie jednostki Zakonu. W walce zginęło 20 krzyżackich żołnierzy, a 100 wraz z rycerzem zakonnym dostało się do niewoli.
Zdobyte okręty wraz z jeńcami zostały 16 lipca 1460 roku doprowadzone do portu w Gdańsku.

## Skutki bitwy
Wieść o zdecydowanym zwycięstwie kapitana Lubbelowa koło Bornholmu skutkowała upadkiem morale krzyżackich kaprów i uchyleniem się od starcia przez kolejny okręt krzyżacki, napotkany przez Związkowców w porcie Sandvik na Olandii – na widok nadpływających kaprów związkowych krzyżacka załoga porzuciła swoją jednostkę i uciekła na ląd.

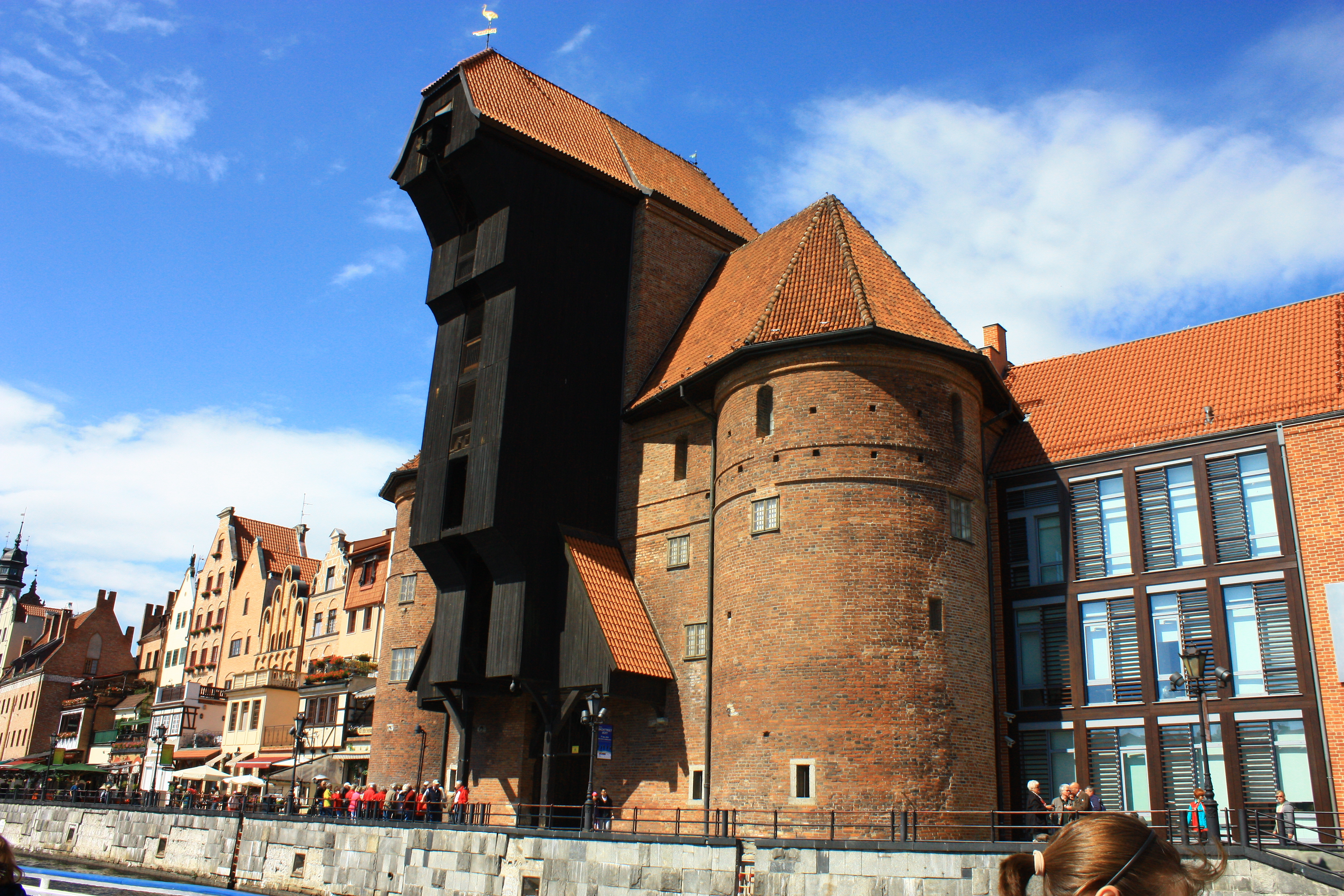
Żuraw, średniowieczny mechanizm dźwigowy w porcie i brama wodna nad Motławą

W drugiej połowie lipca 1460 roku kolejne trzy krzyżackie okręty kaperskie zostały zdobyte przez patrolujące Bałtyk i zwalczające piractwo jednostki („okręty pokoju”) Hanzy. Klęski te zakończyły działalność floty zakonu krzyżackiego na Bałtyku w czasie wojny trzynastoletniej 1454–1466 – kaprowie krzyżaccy w końcowym okresie wojny urządzali jedynie wypady na wody Zatoki Gdańskiej i Helu.
Kontynuowanie kosztownej akcji kaperskiej, ponownie zintensyfikowanej w czerwcu 1461 roku, kiedy brało w niej udział ok. 800 ludzi, skutkowało ostatecznym sukcesem Związku Pruskiego w wojnie morskiej. Ograniczony poważnie dowóz materiałów wojennych i żywności do Królewca (Königsberg) skutkował daleko idącym osłabieniem bazy wypadowej, przy użyciu której Krzyżacy osiągnęli znaczne sukcesy w kampaniach w Prusach Dolnych w latach 1460–1461. Zakon zmuszony został do zaopatrywania się w dostawy konieczne dla dalszego prowadzenia wojny dalszą drogą, za pośrednictwem portów inflanckich, do których pływały statki holenderskie i lubeckie. Na skutek działań kaprów ostatecznie zabezpieczona została też wolna żegluga do Gdańska.
Pokonanie kaprów krzyżackich umożliwiło flocie kaperskiej Związku Pruskiego przejście do działań przybrzeżnych i śródlądowych w delcie Wisły, co znacznie przyczyniło się do rozstrzygnięcia decydującej dla przebiegu wojny kampanii 1463 roku w bitwie na Zalewie Wiślanym.